# Llista de medallistes olímpics de luge
Aquesta és una llista dels medallistes olímpics de luge:

## Medallistes

### Categoria masculina

#### Individual
| Edició                      | Or                | Argent             | Bronze              |
| Innsbruck 1964 detalls      | Thomas Köhler     | Klaus Bonsack      | Hans Plenk          |
| Grenoble 1968 detalls       | Manfred Schmid    | Thomas Köhler      | Klaus Bonsack       |
| Sapporo 1972 detalls        | Wolfgang Scheidel | Harald Ehrig       | Wolfram Fiedler     |
| Innsbruck 1976 detalls      | Dettlef Günther   | Josef Fendt        | Hans Rinn           |
| Lake Placid 1980 detalls    | Bernhard Glass    | Paul Hildgartner   | Anton Winkler       |
| Sarajevo 1984 detalls       | Paul Hildgartner  | Sergey Danilin     | Valery Dudin        |
| Calgary 1988 detalls        | Jens Müller       | Georg Hackl        | Yuri Kharchenko     |
| Albertville 1992 detalls    | Georg Hackl       | Markus Prock       | Markus Schmidt      |
| Lillehammer 1994 detalls    | Georg Hackl       | Markus Prock       | Armin Zöggeler      |
| Nagano 1998 detalls         | Georg Hackl       | Armin Zöggeler     | Jens Müller         |
| Salt Lake City 2002 detalls | Armin Zöggeler    | Georg Hackl        | Markus Prock        |
| Torí 2006 detalls           | Armin Zöggeler    | Albert Demtschenko | Mārtiņš Rubenis     |
| Vancouver 2010 detalls      | Felix Loch        | David Möller       | Armin Zöggeler      |
| Sotxi 2014 detalls          | Felix Loch        | Albert Demchenkor  | Armin Zöggeler      |
| Pyeongchang 2018 detalls    | David Gleirscher  | Chris Mazdzer      | Johannes Ludwig     |
| Pequín 2022 detalls         | Johannes Ludwig   | Wolfgang Kindl     | Dominik Fischnaller |

#### Parelles
| Edició                      | Or                                       | Argent                                              | Bronze                                            |
| Innsbruck 1964 detalls      | ÀustriaJosef Feistmantl · Manfred Stengl | ÀustriaReinhold Senn · Helmut Thaler                | ItàliaWalter Aussendorfer · Sigisfredo Mair       |
| Grenoble 1968 detalls       | RDAKlaus Bonsack · Thomas Köhler         | ÀustriaManfred Schmid · Ewald Walch                 | RFAWolfgang Winkler · Fritz Nachmann              |
| Sapporo 1972 detalls        | RDAHorst Hörnlein · Reinhard Bredow      | no es concedí                                       | RDAKlaus Bonsack · Wolfram Fiedler                |
| Sapporo 1972 detalls        | ItàliaPaul Hildgartner · Walter Plaikner | no es concedí                                       | RDAKlaus Bonsack · Wolfram Fiedler                |
| Innsbruck 1976 detalls      | RDAHans Rinn · Norbert Hahn              | RFAHans Brandner · Balthasar Schwarm                | ÀustriaRudolf Schmid · Franz Schachner            |
| Lake Placid 1980 detalls    | RDAHans Rinn · Norbert Hahn              | ItàliaPeter Gschnitzer · Karl Brunner               | ÀustriaGeorg Fluckinger · Karl Schrott            |
| Sarajevo 1984 detalls       | RFAHans Stangassinger · Franz Wembacher  | Unió SovièticaYevgeny Belousov · Aleksandr Belyakov | RDAJörg Hoffmann · Jochen Pietzsch                |
| Calgary 1988 detalls        | RDAJörg Hoffmann · Jochen Pietzsch       | RDAStefan Krausse · Jan Behrendt                    | RFAThomas Schwab · Wolfgang Staudinger            |
| Albertville 1992 detalls    | AlemanyaStefan Krausse · Jan Behrendt    | AlemanyaYves Mankel · Thomas Rudolph                | ItàliaHansjörg Raffl · Norbert Huber              |
| Lillehammer 1994 detalls    | ItàliaKurt Brugger · Wilfried Huber      | ItàliaHansjörg Raffl · Norbert Huber                | AlemanyaStefan Krausse · Jan Behrendt             |
| Nagano 1998 detalls         | AlemanyaStefan Krausse · Jan Behrendt    | Estats UnitsChris Thorpe · Gordon Sheer             | Estats UnitsMark Grimmette · Brian Martin         |
| Salt Lake City 2002 detalls | AlemanyaPatric Leitner · Alexander Resch | Estats UnitsMark Grimmette · Brian Martin           | Estats UnitsChris Thorpe · Clay Ives              |
| Torí 2006 detalls           | ÀustriaAndreas Linger · Wolfgang Linger  | AlemanyaAndré Florschütz · Torsten Wustlich         | ItàliaGerhard Plankensteiner · Oswald Haselrieder |
| Vancouver 2010 detalls      | ÀustriaAndreas Linger · Wolfgang Linger  | LetòniaAndris Šics · Juris Šics                     | AlemanyaPatric Leitner · Alexander Resch          |
| Sotxi 2014 detalls          | AlemanyaTobias Arlt · Tobias Wendl       | ÀustriaAndreas Linger · Wolfgang Linger             | LetòniaAndris Šics · Juris Šics                   |
| Pyeongchang 2018 detalls    | Alemanya Tobias Wendl · Tobias Arlt      | Àustria Peter Penz · Georg Fischler                 | Alemanya Toni Eggert · Sascha Benecken            |
| Pequín 2022 detalls         | Alemanya Tobias Wendl · Tobias Arlt      | Alemanya Sascha Benecken · Toni Eggert              | Àustria Thomas Steu · Lorenz Koller               |

### Categoria femenina

#### Individual
| Edició                      | Or                   | Argent               | Bronze                |
| Innsbruck 1964 detalls      | Ortrun Enderlein     | Ilse Geisler         | Helene Thurner        |
| Grenoble 1968 detalls       | Erica Lechner        | Christina Schmuck    | Angelika Dünhaupt     |
| Sapporo 1972 detalls        | Anna-Maria Müller    | Ute Rührold          | Margit Schumann       |
| Innsbruck 1976 detalls      | Margit Schumann      | Ute Rührold          | Elisabeth Demleitner  |
| Lake Placid 1980 detalls    | Vera Zozula          | Melitta Sollmann     | Ingrīda Amantova      |
| Sarajevo 1984 detalls       | Steffi Martin        | Bettina Schmidt      | Ute Weiss             |
| Calgary 1988 detalls        | Steffi Walter        | Ute Oberhoffner      | Cerstin Schmidt       |
| Albertville 1992 detalls    | Doris Neuner         | Angelika Neuner      | Susi Erdmann          |
| Lillehammer 1994 detalls    | Gerda Weissensteiner | Susi Erdmann         | Andrea Tagwerker      |
| Nagano 1998 detalls         | Silke Kraushaar      | Barbara Niedernhuber | Angelika Neuner       |
| Salt Lake City 2002 detalls | Sylke Otto           | Barbara Niedernhuber | Silke Kraushaar       |
| Torí 2006 detalls           | Sylke Otto           | Silke Kraushaar      | Tatjana Hüfner        |
| 2010 Vancouver detalls      | Tatjana Hüfner       | Nina Reithmayer      | Natalie Geisenberger  |
| 2014 Sotxi detalls          | Natalie Geisenberger | Tatjana Hüfner       | Erin Hamlin           |
| Pyeongchang 2018 detalls    | Natalie Geisenberger | Dajana Eitberger     | Alex Gough            |
| Pequín 2022 detalls         | Natalie Geisenberger | Anna Berreiter       | Tatiana Ivanova (ROC) |

### Categoria mixta

#### Equips mixtos
| Prova                    | Or                                                                             | Argent                                                                            | Bronze                                                                    |
| 2014 Sotxi detalls       | AlemanyaNatalie Geisenberger · Felix Loch · Tobias Arlt · Tobias Wendl         | RússiaTatiana Ivanova · Albert Demchenko · Alexander Denisyev · Vladislav Antonov | LetòniaElīza Tīruma · Mārtiņš Rubenis · Andris Šics · Juris Šics          |
| Pyeongchang 2018 detalls | Alemanya Natalie Geisenberger · Johannes Ludwig · Tobias Wendl · Tobias Arlt   | Canadà Alex Gough · Samuel Edney · Tristan Walker · Justin Snith                  | Àustria Madeleine Egle · David Gleirscher · Peter Penz · Georg Fischler   |
| Pequín 2022 detalls      | Alemanya · Natalie Geisenberger · Johannes Ludwig · Tobias Wendl · Tobias Arlt | Àustria · Madeleine Egle · Wolfgang Kindl · Thomas Steu · Lorenz Koller           | Letònia · Elīza Tīruma · Kristers Aparjods · Mārtiņš Bots · Roberts Plūme |